# 米歇爾山
米歇爾山（英語：Mount Mitchell），是南極洲的山峰，位於沙克爾頓海岸，處於戈爾迪角西南面9公里，屬於霍蘭山脈的一部分，海拔高度1,820米，美國地質調查局根據測量和美國海軍拍攝的空中照片繪入地圖，現時由南極條約體系管理。